# Івасакі Акіра
Акі́ра Іваса́кі  (яп. 岩崎 昶 Івасакі Акіра, 18 листопада 1903, Токіо — 16 вересня 1981, Токіо)  — японський кінокритик, історик кіно, режисер-документаліст і кінопродюсер. Разом з японцем Тадао Сато та американцем Дональдом Річі був одним з провідних фахівців в царині японського кінематографу XX століття. Розвивав ідеї марксизму та зробив кар'єру на сприянні прогресивному кіно і кінокритиці. Наприкінці 1930-х років був одним з організаторів «Прокіно» (Союзу пролетарського кіно), у рамках якого поставив декілька документальних фільмів. Після 1950 року Івасакі був одним з активних учасників руху за незалежний кінематограф.

## Біографія
Акіра Івасакі, який народився 18 листопада 1903 року в Токіо, зацікавився кінематографом ще в юнацькі роки. Бувши двадцятитрирічним хлопцем він, подивившись на той час кілька фільмів німецького «експресіонізму» допомагав у створенні першого японського авангардистського фільму «Сторінка безумства» (1926), поставленого режисером Тейноске Кінугаса. У 1927 році Івасакі закінчив німецьке відділення філологічного факультету Токійського університету. Ще коли він був студентом, почав писати рецензії на фільми, у тому числі в такому популярному японському кіножурналі, як «Кінема дзюмпо», пізніше очолював в ньому відділ критики. У 1928-му він став одним із засновників та ідеологів групи «Прокіно». На першому публічному перегляді фільмів цієї групи в редакції газети «Іоміурі» був показаний документальний фільм, знятий самим Івасакі, «Одинадцятий Першотравень» (1930) — про політичну демонстрацію японського пролетаріату. У тому ж році зняв документальну стрічку «Асфальтова дорога», а наступного року «Дванадцятий Першотравень» (1931). У 1930 році вийшла перша книга Івасакі «Історія кіно», а в 1931 році його публіцистична книга «Кіно і капіталізм».
Після розгону в 1934 році «Прокіно» Акіра Івасакі продовжує публіцистичну діяльність та стає одним з найактивніших членів Товариства з вивчення діалектичного матеріалізму. Його робота «Теорія кіно» (1936) увійшла до збірки цього товариства «Матеріалістичні твори». Ім'я Івасакі цілком пов'язується з комуністичним рухом Японії.
У 1939 році органи влади мілітаристської Японії розігнали Товариство з вивчення діалектичного матеріалізму й заарештовували Івасакі за звинуваченням у порушенні «Закону про охорону громадського порядку». Він отримав півтори роки ув'язнення, а потім був умовно звільнений та перебував під наглядом поліції аж до капітуляції Японії в 1945 році. У ці роки він недовго пропрацював в Маньчжурській кіно-асоціації, де був помічником Кан'їті Неґісі. У подальші роки аж до закінчення війни, Івасакі, позбавлений можливості друкуватися, працювати на кіновиробництві, займатися творчою літературною діяльністю, вів зі своєю сім'єю напівголодне існування, користуючись мізерною допомогою друзів, так само як і він переслідуваних і обмежених, та вирощував овочі на крихітному городі поряд з будинком, в робітничому районі Токіо.
По закінченні війни в результаті тих дій з демократизації кінематографії, які були здійснені американською окупаційною владою на перших порах, Івасакі активно включається в роботу. Він бере діяльну участь в організації профспілок кінопрацівників і об'єднанні їх в єдиний Союз кінопрацівників Японії. Тоді ж Івасакі стає начальником виробничого відділу кінокомпанії «Ніппон ейгася». Він організовує щотижневий хронікальний кіножурнал «Японські новини». Як продюсер Івасакі створює два документальні фільми: «Ефективність дії атомної бомби» (1946, режисер Рюїті Кано) про атомні трагедії Хіросіми і Наґасакі та «Трагедія Японії» (1946, монтаж і постановка — Фуміо Камеї), де за допомогою монтажу старих хронікальних кадрів створив вражаючу картину росту мілітаризму, що привів народ Японії до незліченних бід. Американська військова адміністрація конфіскувала негатив й усі копії фільму «Ефективність дії атомної бомби» і вивезла їх до США. Після цього безпрецедентного з боку окупаційної влади інциденту Акіра Івасакі покидає студію «Ніппон ейгася» і влаштується на роботу в кінокомпанію «Тохо».
Масовий страйк в компанії «Тохо», що почалася у квітні 1948 року (після того, як керівниками кінокомпанії було оголошено про звільнення 270 працівників) тривав 200 днів. Акірна Івасакі, як один з прибічників комуністичних ідей, став одним з перших у списках звільнених кінематографістів.
Залишившись безробітним Акіра Івасакі повернувся до кінокритики. Одна за одною в 1948—1950 роках виходять його книги «Японське кіно», «Історія кіномистецтва», «Історія світового кіно». Він перевів книги французького кінознавця-комуніста Жоржа Садуля. Нарешті, в 1950-му він організовує першу незалежну кінокомпанію «Сінсей ейгася» («Нова зірка») і як продюсер приступає до постановки фільму «А все-таки ми живемо!», режисером якої виступив його друг і однодумець Тадасі Імаї.
Як критик і історик кіно Акіра Івасакі регулярно друкував статті в періодичних виданнях та випускав книги з кінознавства. У 1952 році вийшла його робота «Як дивитися кінофільми», а в 1955-му — «Коротка історія кінозірок», в 1956 році — «Теорія кіно», а в 1958-му — «Сучасне японське кіно» і «Майстри японського кіно» (дві останні книги були об'єднані в одному томі, коли вишли в 1962 році в російському перекладі). У 1960-1970-х роуках Івасакі був автором книг «Історія японського кіно. 1889—1960» (1961, російський переклад — 1966), «Окупований екран» (1975) та інших.
Акіра Івасакі був членом журі Венеційського кінофестивалю 1968 року та МКФ у Західному Берліні у 1974 році.